# Andrej Meszároš
Andrej Meszároš (né le 13 octobre 1985 à Považská Bystrica en Tchécoslovaquie, aujourd'hui ville de Slovaquie) est un joueur de hockey sur glace jouant au poste de défenseur.

## Biographie

### Carrière de joueur
Il fut choisi par les Sénateurs d'Ottawa au premier tour du repêchage d'entrée dans la LNH 2004, 23e au total, du Dukla Trenčín de l'Extraliga slovaque. Avant d'intégrer la LNH, il joua une saison avec les Giants de Vancouver dans la Ligue de hockey de l'Ouest.
Meszároš est reconnu pour son excellent positionnement défensif avec une grande habileté à déplacer la rondelle sur la glace - il est l'un des bons exemples de joueurs talentueux et habiles que les nouvelles règles de la LNH favorisent. Son style de jeu est même comparé par certains à celui d'un des meilleurs défenseurs de tous les temps, Nicklas Lidström. Depuis son arrivée dans la LNH en 2005-2006, il n'a raté aucun match des Sénateurs.
Le 30 août 2008, il est échangé au Lightning de Tampa Bay en retour d'Alexandre Picard, de Filip Kuba et d'un choix de première ronde au repêchage repêchage d'entrée dans la LNH 2009.
Le 1er juillet 2010 il est échangé par le Lightning aux Flyers de Philadelphie en retour d'un choix de deuxième ronde au repêchage de 2011.
Après avoir été échangé aux Bruins de Boston où il ne dispute que quatorze rencontres en saison régulière, il quitte le 1er juillet 2014 pour les Sabres de Buffalo.

### Carrière internationale
Il représente la Slovaquie aux différentes compétitions internationales. Il joua pour la Slovaquie aux Championnats du monde de 2004 et de 2006 ainsi qu'aux Jeux olympiques de Turin. Il était le deuxième plus jeune joueur du tournoi olympique; seul Ievgueni Malkine était plus jeune que lui.

## Statistiques
| Saison     | Équipe                 | Ligue              |     | Saison régulière | Saison régulière | Saison régulière | Saison régulière | Saison régulière |   | Séries éliminatoires | Séries éliminatoires | Séries éliminatoires | Séries éliminatoires | Séries éliminatoires |
| Saison     | Équipe                 | Ligue              | PJ  | B                | A                | Pts              | Pun              | PJ               | B | A                    | Pts                  | Pun                  |                      |                      |
| 2002-2003  | HC Dukla Trenčín       | Extraliga slo.     | 23  | 0                | 1                | 1                | 4                | -                | - | -                    | -                    | -                    |                      |                      |
| 2003-2004  | Dukla Trenčín          | Extraliga slo.     | 44  | 3                | 3                | 6                | 8                | 14               | 3 | 1                    | 4                    | 2                    |                      |                      |
| 2004-2005  | Giants de Vancouver    | LHOu               | 59  | 11               | 30               | 41               | 94               | 6                | 1 | 3                    | 4                    | 14                   |                      |                      |
| 2005-2006  | Sénateurs d'Ottawa     | LNH                | 82  | 10               | 29               | 39               | 61               | 10               | 1 | 0                    | 1                    | 18                   |                      |                      |
| 2006-2007  | Sénateurs d'Ottawa     | LNH                | 82  | 7                | 28               | 35               | 102              | 20               | 1 | 6                    | 7                    | 12                   |                      |                      |
| 2007-2008  | Sénateurs d'Ottawa     | LNH                | 82  | 9                | 27               | 36               | 50               | 4                | 0 | 1                    | 1                    | 6                    |                      |                      |
| 2008-2009  | Lightning de Tampa Bay | LNH                | 52  | 2                | 14               | 16               | 36               | -                | - | -                    | -                    | -                    |                      |                      |
| 2009-2010  | Lightning de Tampa Bay | LNH                | 81  | 6                | 11               | 17               | 50               | -                | - | -                    | -                    | -                    |                      |                      |
| 2010-2011  | Flyers de Philadelphie | LNH                | 81  | 8                | 24               | 32               | 42               | 11               | 2 | 4                    | 6                    | 8                    |                      |                      |
| 2011-2012  | Flyers de Philadelphie | LNH                | 62  | 7                | 18               | 25               | 38               | 1                | 0 | 0                    | 0                    | 0                    |                      |                      |
| 2012-2013  | Flyers de Philadelphie | LNH                | 11  | 0                | 2                | 2                | 2                | -                | - | -                    | -                    | -                    |                      |                      |
| 2013-2014  | Flyers de Philadelphie | LNH                | 38  | 5                | 12               | 17               | 34               | -                | - | -                    | -                    | -                    |                      |                      |
| 2013-2014  | Bruins de Boston       | LNH                | 14  | 2                | 3                | 5                | 6                | 4                | 0 | 2                    | 2                    | 2                    |                      |                      |
| 2014-2015  | Sabres de Buffalo      | LNH                | 60  | 7                | 7                | 14               | 36               | -                | - | -                    | -                    | -                    |                      |                      |
| 2015-2016  | Sibir Novossibirsk     | KHL                | 28  | 6                | 3                | 9                | 36               | 9                | 1 | 3                    | 4                    | 10                   |                      |                      |
| 2016-2017  | HC Slovan Bratislava   | KHL                | 35  | 4                | 9                | 13               | 63               | -                | - | -                    | -                    | -                    |                      |                      |
| 2017-2018  | HC Slovan Bratislava   | KHL                | 51  | 6                | 10               | 16               | 46               | -                | - | -                    | -                    | -                    |                      |                      |
| 2018-2019  | HC Slovan Bratislava   | KHL                | 39  | 2                | 5                | 7                | 32               | -                | - | -                    | -                    | -                    |                      |                      |
| 2019-2020  | HC Slovan Bratislava   | Extraliga Slovaque | 48  | 4                | 27               | 31               | 50               | -                | - | -                    | -                    | -                    |                      |                      |
| 2020-2021  | HC Slovan Bratislava   | Extraliga Slovaque | 27  | 3                | 6                | 9                | 36               | 10               | 2 | 4                    | 6                    | 10                   |                      |                      |
| 2021-2022  | Dukla Trenčín          | Extraliga slovaque | 2   | 1                | 0                | 1                | 2                | -                | - | -                    | -                    | -                    |                      |                      |
| Totaux LNH | Totaux LNH             | Totaux LNH         | 645 | 63               | 175              | 238              | 457              | 50               | 4 | 13                   | 17                   | 46                   |                      |                      |